# Rhysida stuhlmanni
Rhysida stuhlmanni är en mångfotingart som beskrevs av Kraepelin 1903. Rhysida stuhlmanni ingår i släktet Rhysida och familjen Scolopendridae.
Artens utbredningsområde är:
- Malawi.
- Tanzania.
- Zimbabwe.

## Underarter
Arten delas in i följande underarter:
- R. s. stuhlmanni
- R. s. himalayanus